# Cybaeus irreverens
Espèce
Cybaeus irreverens est une espèce d'araignées aranéomorphes de la famille des Cybaeidae.

## Distribution
Cette espèce est endémique d'Oregon aux États-Unis,. Elle se rencontre dans les comtés de Lincoln et de Benton.

## Description
La carapace du mâle holotype mesure 3,0 mm de long sur 2,05 mm et la carapace de la femelle paratype mesure 2,7 mm de long sur 1,68 mm.

## Publication originale
- Bennett, Copley & Copley, 2022 : « The Californian clade of Cybaeus (Araneae: Cybaeidae) in the Nearctic: the septatus species group and three unplaced species. » Zootaxa, no 5100(2), p. 189-223.